# Region Gascoyne

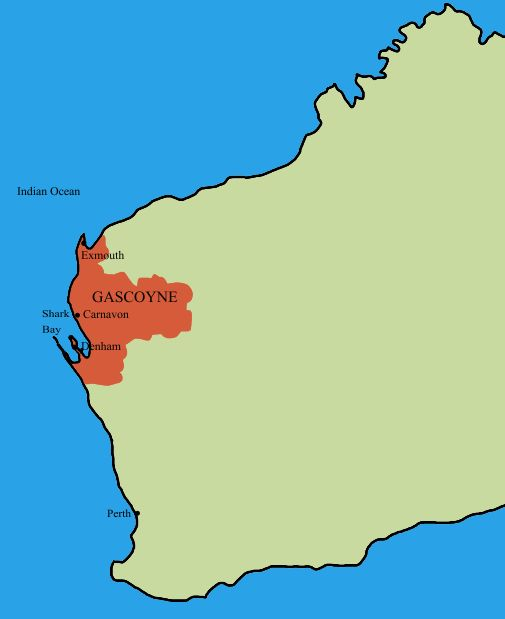
Położenie regionu Gascoyne na mapie Australii

Region Gascoyne jest jednym z dziewięciu regionów Australii Zachodniej. Znajduje się na północnym zachodzie tego stanu, a w jego skład wchodzą następujące jednostki administracyjne: Carnarvon, Exmouth, Zatoka Rekina i Upper Gascoyne. Region Gascoyne obejmuje około 600 km wybrzeża Oceanu Indyjskiego i sięga blisko 500 km w głąb lądu; całkowita powierzchnia regionu wynosi 137,938 km² (wliczając wyspy przybrzeżne). Jest najsłabiej zaludnionym regionem Australii Zachodniej (tylko nieco powyżej 10 000 mieszkańców, z których ogromna większość zamieszkuje główne miasta: Carnarvon, Exmouth, Denham, Gascoyne Junction i Coral Bay.
Gascoyne posiada umiarkowanie suchy klimat podzwrotnikowy. Generalnie rzecz biorąc przez cały rok jest ciepło z najwyższymi temperaturami dnia wahającymi się od 22 °C w lipcu do 35 °C w styczniu. Dni słonecznych jest około 320 w skali roku. Opad roczny jest niewielki i nierównomierny, średnio w skali wieloletniej nie przekracza 200 mm, przy czym najwięcej wilgoci przynoszą powtarzające się cyklony tropikalne. Te właściwości klimatyczne sprawiają, że większość regionu porastają trawy Spinifex i zarośla Mulga. Drzew jest bardzo mało.
Ostoją gospodarki Gascoyne jest turystyka, ze względu na ciepły, suchy klimat i długą linią brzegową z takimi atrakcjami jak Rafa Ningaloo i Zatoka Rekina. Innym ważnym działem gospodarki jest hodowla owiec i kóz (84% regionu to pastwiska wynajwowane farmerom na podstawie tzw. „pastoral lease”. Gascoyne ma również znaczący sektor wydobywczy, opierający się głównie na pozyskiwaniu soli i gipsu.
Przed odkryciem przez Europejczyków Gascoyne przez wiele tysięcy lat zamieszkiwali aborygeni. Pierwszym znanym podróżnikiem i odkrywcą, który wylądował w tej okolicy w roku 1616, był Dirk Hartog; inni wcześni goście to Willem Janszoon, William Dampier, Nicolas Baudin i Louis de Freycinet. W roku 1839 badał te tereny George Grey, który nadał rzece Gascoyne obowiązującą do dzisiaj nazwę. Zatoka Rekina stała się w latach pięćdziesiątych XIX wieku pierwszym w Australii Zachodniej miejscem, gdzie próbowano hodować perły. W roku 1858 Francis Gregory zaczął publicznie zachwalać region jako znakomicie nadający się do wypasów. Osiedla zaczęły powstawać w latach sześćdziesiątych XIX wieku, a o miejscowości Carnarvon wzmiankowano po raz pierwszy w 1883 roku.

## Władze lokalne
Region Gascoyne dzieli się na cztery jednostki administracyjne:
- hrabstwo Carnarvon
- hrabstwo Exmouth
- hrabstwo Shark Bay
- hrabstwo Upper Gascoyne